# História de Amor
História de Amor é uma telenovela brasileira que foi produzida e exibida pela TV Globo de 3 de julho de 1995 até 1.º de março de 1996, em 209 capítulos. Substituiu Irmãos Coragem e foi substituída por Quem É Você?, sendo a 48ª "novela das seis" exibida pela emissora.
A trama é assinada por Manoel Carlos, com colaboração de Elizabeth Jhin, Marcus Toledo e Maria Carolina, teve a direção de Roberto Naar e Alexandre Avancini, com direção artística de Paulo Ubiratan e direção geral de Ricardo Waddington.
Contou com as atuações de Regina Duarte, José Mayer, Carolina Ferraz, Carla Marins, Ângelo Paes Leme, Lília Cabral, Nuno Leal Maia e Eva Wilma.

## Enredo
Helena enfrenta a gravidez prematura da filha Joyce, que foi abandonada pelo namorado Caio. Assunção, pai da moça e ex-marido de Helena, conservador e moralista, não se conforma com a situação da filha. Solitária, Helena se apaixona pelo famoso endocrinologista Carlos Alberto Moretti, e tem seus sentimentos correspondidos. Mas Carlos é comprometido com a possessiva Paula, que sofre com os constantes ataques de ciúmes. O médico também teve um relacionamento de dez anos com Sheila, sua sócia na clínica.
O casamento de Carlos e Paula acontece depois de uma grande confusão. No caminho para a igreja, o médico se depara com Joyce e Caio brigando dentro de um carro. O rapaz empurra a moça, que bate a cabeça, e Carlos atrasa a sua chegada à igreja para levar a jovem para sua clínica, onde ela lhe revela estar grávida. Apesar do tumulto, Carlos chega a tempo para a cerimônia e se casa com Paula. Tempos depois, através de Joyce, ele conhece e se encanta por Helena. O casamento de Paula e Carlos vai mal e eles se separam. O médico então passa a se dedicar ao relacionamento com Helena, mas também é assediado por Sheila. Tem início então uma disputa entre Sheila e Paula (que está grávida de Carlos), para afastar Helena da vida do médico e ficar com ele. Paula acaba perdendo o bebê, depois de ser perseguida e atropelada por Sheila, que ainda tentou tirar a vida de Paula no hospital.
Cansado das crises de ciúmes, Carlos se separa de Paula e assim decide se dedicar de verdade ao relacionamento com Helena, mas paralelamente, continua sendo perseguido também por sua primeira ex-mulher, Sheila, que ficou com ele por 10 anos e sonha a qualquer custo com uma reconciliação, mesmo sendo constantemente cortejada por Daniel, que não só é seu vizinho como também o terceiro sócio-proprietário da clínica junto a ela e a Carlos. Além de jamais ter acreditado que um relacionamento entre Carlos e Paula poderia dar certo de algum jeito, Sheila ainda goza da simpatia de praticamente toda a família Moretti - especialmente de Olga, avó de Carlos - e tenta usar isso a seu favor no processo. Apenas Rafaela, madrasta de Carlos e mãe de seus dois meio-irmãos Bruno e Bianca, decide ficar ao lado de Paula por também não enxergar Helena como uma mulher à altura para o médico.
Ao longo da trama, Joyce descobre que na verdade é sobrinha de Helena, e não sua filha, pois anos antes, a irmã de Helena chegou a ter um rápido romance com Assunção, cujo resultado foi um bebê; mas a moça sofreu um acidente e morreu quando o bebê tinha apenas três meses de vida. Este bebê era Joyce, que Helena assumiu e criou como filha. Transtornada com a descoberta, Joyce se enfurece e se revolta contra Helena, mas no penúltimo capítulo, as duas se abraçam entre lágrimas, numa reconciliação comovente. Por outro lado, a disputa entre Paula e Sheila pelo amor de Carlos resulta em situações trágicas: Paula, grávida dele, chega a sofrer um acidente de carro e se recupera, mas pouco depois é atropelada ao ser perseguida por Sheila e perde o bebê. Já Sheila termina a novela desequilibrada e sozinha, depois de tentar matar Paula sufocando-a com um travesseiro no hospital.

## Elenco
| Intérprete               | Personagem                  |
| ------------------------ | --------------------------- |
| Regina Duarte            | Helena Soares               |
| José Mayer               | Dr. Carlos Alberto Moretti  |
| Carla Marins             | Joyce Soares Assunção       |
| Carolina Ferraz          | Paula Viana Sampaio Moretti |
| Lília Cabral             | Drª. Sheila Bueno           |
| Ângelo Paes Leme         | Caio Paiva                  |
| Nuno Leal Maia           | Edgar Assunção (Assunção)   |
| Eva Wilma                | Zuleika Viana Sampaio       |
| Cláudio Correia e Castro | Rômulo Sampaio              |
| Cláudio Lins             | Bruno Moretti               |
| Yara Cortes              | Olga Moretti Miranda        |
| Bia Nunnes               | Marta Xavier                |
| Cláudia Mauro            | Valquíria Assunção          |
| Ricardo Petraglia        | Sinval Xavier (Xavier)      |
| José de Abreu            | Dr. Daniel Veloso           |
| Marly Bueno              | Rafaela Moretti             |
| Ana Rosa                 | Dalva Paiva                 |
| Sebastião Vasconcelos    | Urbano Paiva                |
| Umberto Magnani          | Mauro Moretti               |
| Cláudia Lira             | Vanda Furtado (Vandinha)    |
| Beatriz Lyra             | Silvana Furtado             |
| Monique Curi             | Mariana Gomide Sampaio      |
| Hugo Gross               | Leonardo Viana Sampaio      |
| Maria Ribeiro            | Bianca Moretti              |
| Cristina Prochaska       | Yara Machado                |
| Cristina Mullins         | Maristela Gomide            |
| Sérgio Viotti            | Gregório Furtado            |
| Flávia Alessandra        | Sônia Toledo (Soninha)      |
| Guilherme Faro           | Fábio Barroso               |
| Christine Fernandes      | Marina Álvares (Marininha)  |
| Marcelo Saback           | Renato Santana              |
| Mônica Carvalho          | Neusa Rodrigues             |
| Ilva Niño                | Chica                       |
| Fernando Wellington      | Antônio Mendonça (Mendonça) |
| Carolyna Aguiar          | Luísa (Lu)                  |
| Buza Ferraz              | Dr. Marcos Cunha            |
| Fábio Junqueira          | Dr. Fabrício                |
| Izabella Bicalho         | Elizete                     |
| Beth Lamas               | Ana                         |
| Maria Alves              | Nazaré                      |
| Jorge Coutinho           | Ernani                      |
| Joyce Santos             | Kátia                       |
| Paula de Paula           | Tânia                       |
| Cláudia Paiva            | Madalena                    |
| Nica Bonfim              | Roseli                      |
| Edson Silva              | Ramiro                      |
| Felipe Vasconcelos       | Walter                      |
| Gláucia Rodrigues        | Elisa                       |
| Ingrid Fridman           | Rita Xavier (Ritinha)       |
| André Ricardo            | Luiz Assunção (Luizinho)    |

### Participações especiais
| Intérprete           | Personagem                     |
| -------------------- | ------------------------------ |
| Dennis Carvalho      | Vicente Gomide (Gomide)        |
| Rosane Gofman        | Matilde Junqueira              |
| Francisco Carvalho   | Zé Junqueira                   |
| Úrsula Corona        | Ana Junqueira (Aninha)         |
| Thomas Morkos        | José Paulo Junqueira (Zezinho) |
| Alexia Dechamps      | Márcia Vieira Salles           |
| Mário Lago           | Professor Medina               |
| Giácomo Pinotti      | Leopoldo Diniz                 |
| Francisco Milani     | Durval                         |
| Roberto Bomtempo     | Amigo de Xavier                |
| Nina de Pádua        | Flávia                         |
| Ilka Soares          | Mulher do Professor Medina     |
| Clemente Viscaíno    | Médico                         |
| André Mattos         | Porteiro                       |
| Andréa Avancini      | cliente de Carlos              |
| Tatiana Issa         | Louise (amiga de Bruno)        |
| Júlia Almeida        | Eduarda Toledo (Duda)          |
| Larissa Queiroz      | Aluna de Assunção              |
| Fernanda Nobre       | Aluna de Assunção              |
| Sérgio Hondjakoff    | Aluno de Assunção              |
| Adriana Garambone    | cliente de Daniel              |
| Yolanda Cardoso      | Cândida                        |
| Jorge Cherques       | Noé                            |
| Sílvia Bandeira      | Rose                           |
| José Augusto Branco  | Dr. Alfredo                    |
| Júnior Prata         | Herculano                      |
| Ênio Santos          | Severino                       |
| Licurgo Spínola      | Dr. Rubens                     |
| Milton Gonçalves     | Padre                          |
| Bia Montez           | Isaura                         |
| Lupe Gigliotti       | Cartomante                     |
| Malu Valle           | Funcionária do clube           |
| Nívea Stelmann       | Vendedora de loja              |
| Jana Palma           | Clarissa Aleixo Dias           |
| Luiz Cláudio Pereira | Ele mesmo                      |

## Produção
| “ | História de Amor eu não queria que acabasse nunca. Eu cheguei a dizer para o Boni: 'Não dá para ficar como aqueles seriados de antigamente, que duravam cinco, dez, quinze anos?' Eu queria ficar fazendo História de Amor para sempre. Ele ria e dizia: 'Não. Tem que acabar. Mas a gente faz outra depois'. E, realmente, um ano depois, ele me chamou para fazer o que, para mim, era História de Amor 2, mas que teve o nome de Por Amor. E ainda chamou a Gabriela para fazer a minha filha. Foi o máximo! | ” |
|   | — Regina Duarte, sobre a novela. |   |

Após o fracasso do remake de Irmãos Coragem, uma trama rural, a Globo retornou a uma trama urbana com História de Amor, "Eu escrevo sempre a mesma novela", disse Manoel Carlos, o autor. "Sem inovações, queremos recuperar o folhetim", disse Ricardo Waddington, o diretor. Por determinação do Ministério da Justiça, Manoel Carlos modificou a história, imprópria para o horário, onde havia criado um triângulo amoroso onde Joyce (Carla Marins) disputaria o amor de Carlos (José Mayer) com sua mãe Helena (Regina Duarte), o autor não sabia que a novela seria exibida no horário das 18 horas, e declarou que havia modificado o enredo antes mesmo da decisão do Ministério. Este enredo seria apresentado em Laços de Família. Outra razão seria o fato do perfil dos personagens coincidirem com os de A Próxima Vítima, a novela das oito na época. Entre os exemplos, estão a mudança do nome do personagem de José Mayer, que seria Marcelo, nome do personagem de José Wilker em A Próxima Vítima, e o pai do médico, que teria uma cantina e não um bar: ambas as mudanças vieram por causa da novela de Sílvio de Abreu.
Temas sociais como o câncer de mama da personagem Marta (Bia Nunnes) levou a uma carta do Instituto Nacional do Câncer mostrando um aumento no número de exames preventivos. O personagem Assunção (Nuno Leal Maia) fica paraplégico após um acidente de carro, recuperando a vontade de viver através do esporte, o então ministro do Ministério do Esporte, Pelé, participou da trama sendo entrevistado por Assunção que fica famoso em seu programa esportivo. A novela fez com que Carla Marins, que interpreta Joyce, repensasse seu relacionamento com a mãe.
Uma carta publicada no Jornal do Brasil fez com que o visual de Regina Duarte fosse mudado, dizendo "O que está havendo com o cabelo da Regina Duarte? Tenho duas dicas: uma permanente afro ou um corte na altura do pescoço. Aquela trança dá a ela um aspecto de favelada."

### Cenário e caracterização
História de Amor foi ambientada no Rio de Janeiro, nos bairros do Leblon, Jardim Botânico e Gávea, na Zona Sul, e Barra da Tijuca, na Zona Oeste, tendo algumas incursões a Teresópolis, na região serrana. As cenas externas reforçavam o tom urbano e carioca da novela, que começou a ser gravada no Jardim Botânico. Em novembro de 1995, passou a ser produzida nos estúdios do Projac.

## Críticas
Pouco após a estreia, Sérgio d'Ávila, da Folha de S.Paulo, disse que "Valeu o dito. "História de Amor", a nova novela das seis da Globo, que estreou anteontem, é a mesma novela de sempre. Era para ser já com "Irmãos Coragem". Nada melhor que o "remake" de um sucesso para deixar claro o desejo de inovar cada vez menos a teledramaturgia da casa. Mas mudou a direção e o estilo de filmagem no meio do jogo, e a emissora não pôde voltar ao tradicional. Com "História de Amor" deve conseguir. A cena inicial garante que não haverá sustos no decorrer do período: pôr-do-sol, gaivotas, Corcovado e fundo musical de Ivan Lins. O núcleo central é o triângulo amoroso formado por José Mayer, com a excitante profissão de endocrinologista; Carolina Ferraz, estreando como protagonista; e Regina Duarte, no papel que faz melhor, o de Regina Duarte.
Lembra da Raquel Aciolli, de "Vale Tudo"? Pois já no primeiro capítulo de "História de Amor" Regina foi amiga dos feirantes, brigou com a filha-problema e chorou. Chorou duas vezes.
E José Mayer foi o galã honesto, mas dividido em seu amor. Como o Pedro de "Pátria Minha". E Nuno Leal Maia garantiu o núcleo humorístico com seu personagem machão. Como Tony Carrado em "Mandala" e Bertazzo em "Vereda Tropical". E a abertura parece aqueles vídeos que recém-casados fazem questão de mostrar logo após a lua-de-mel. Não, "História de Amor" não é ruim. Manoel Carlos é competente (fez "Malu Mulher"), Waddington é talentoso (dirige "Quatro por Quatro"). Só que a nova novela das seis na Globo não é nova."

## Exibição

### Reprises
Foi reexibida pelo Vale a Pena Ver de Novo de 10 de dezembro de 2001 até 28 de junho de 2002, em 145 capítulos, substituindo A Gata Comeu e sendo substituída por Por Amor.
Foi exibida no Vídeo Show, no quadro Novelão, de 2 até 6 de julho de 2012, substituindo A Viagem e sendo substituída por Celebridade, em cinco capítulos. Foi reprisada novamente pelo Vídeo Show, no quadro Novelão, de 5 a 9 de outubro de 2015, substituindo Renascer e sendo substituída pela minissérie Sex Appeal, em cinco capítulos.[carece de fontes?]
Foi reapresentada na íntegra pelo Viva, de 10 de março até 8 de novembro de 2014, substituindo Anjo Mau e sendo substituída por Tropicaliente, às 15h30. Foi novamente reprisada pelo Viva de 21 de agosto de 2023 até 19 de abril de 2024, substituindo A Sucessora e sendo substituída por A Viagem, na faixa que homenageia os 90 anos do autor Manoel Carlos, às 12h15.
Está sendo reprisada novamente na TV Globo na faixa intitulada Edição Especial desde 10 de fevereiro de 2025, substituindo Cabocla na faixa das 14h45, após o Jornal Hoje. A reprise é em comemoração aos 30 anos da estreia da obra. Em 5 de março de 2025, a novela não foi ao ar apenas para o estado do Rio de Janeiro em razão da cobertura jornalística dos resultados do desfile das escolas de samba do Grupo Especial, enquanto que foi ao ar normalmente neste dia para o resto do país. Em 26 de março, não foi exibida excepcionalmente para a região metropolitana de Belo Horizonte em razão da cobertura jornalística sobre a morte do prefeito Fuad Noman. Em 21 de abril, não foi exibida, agora nacionalmente, em razão da cobertura do falecimento do Papa Francisco. Em 2 de maio não foi exibida nacionalmente por conta da exibição dos melhores momentos do Show 60 Anos, no dia 8 por conta da exibição da edição especial do Jornal Hoje para cobrir o conclave que escolheu Leão XIV como novo Papa e no período de 18 a 21 e 28 de junho por conta da cobertura de jogos da Copa do Mundo de Clubes. Em 30 de junho não foi exibida devido à reapresentação do último capítulo de Garota do Momento.

### Exibição internacional
História de Amor foi vendida para cerca de 30 países, entre eles: Angola, Bulgária, Chile, Ilhas Maurício, Jordânia, Malásia, Marrocos, Martinica, Panamá, Polônia, Portugal, República Dominicana, República Tcheca, Rússia, Suíça, Turquia, Ucrânia, Uruguai e Venezuela.
Foi reapresentada em Portugal pelo canal por assinatura Globo em 07 de março de 2016, substituindo Pedra sobre Pedra, na faixa das 22h.

### Outras Mídias
Em 5 de junho de 2023, História de Amor foi disponibilizada pelo Globoplay, como parte do Projeto Resgate, na exibição íntegral em 209 capítulos.

## Audiência
Exibição original
Sua média geral foi de 34 pontos de audiência na grande São Paulo, levantando a audiência do horário que foi perdida com o remake de Irmãos Coragem. Este índice só veio a ser superado sete anos depois por Chocolate com Pimenta.
Primeira reprise
O primeiro capítulo alcançou 16 pontos de audiência. Essa reprise teve média geral de 20.83 pontos.[carece de fontes?]
Segunda reprise
Reestreou com 13,9 pontos, 15 de pico e 33,1% de share, sendo a segunda estreia mais assistida da faixa de edições especiais desde Chocolate com Pimenta.

## Música

### Nacional
- Capa: Lília Cabral

| N.º | Título                                           | Música                                   | Duração |  |
| 1.  | "Nada Apaga Essa Paixão" (tema de Joyce)         | Maurício Mattar                          | 03:37   |  |
| 2.  | "Uma História de Amor" (tema geral)              | Fanzine                                  | 04:28   |  |
| 3.  | "Querem Meu Sangue"                              | Cidade Negra                             | 03:22   |  |
| 4.  | "Desencanto" (tema de Sheila)                    | Anna Lemgruber                           | 04:03   |  |
| 5.  | "Minha Ambição" (tema de Caio)                   | Loop                                     | 04:28   |  |
| 6.  | "Só Chamei Porque Te Amo" (tema de Joyce e Caio) | Gilberto Gil                             | 04:26   |  |
| 7.  | "Saber Amar" (tema de Paula)                     | Os Paralamas do Sucesso                  | 03:20   |  |
| 8.  | "Alô, Alô, Marciano" (tema de Zuleika)           | Elis Regina                              | 04:00   |  |
| 9.  | "O 40" (tema de Assunção)                        | Faróis Acesos                            | 03:34   |  |
| 10. | "Futuros Amantes" (tema de Helena)               | Gal Costa                                | 04:02   |  |
| 11. | "Um Dia Não Outro Sim" (tema de Vandinha)        | Fernanda Abreu Part. Esp.: Daddae Harvey | 04:00   |  |
| 12. | "Como?" (tema de Sheila)                         | Netinho                                  | 03:28   |  |
| 13. | "Delirando de Prazer"                            | Veneza                                   | 03:54   |  |
| 14. | "Lembra de Mim" (tema de abertura)               | Ivan Lins                                | 04:15   |  |

### Internacional
- Capa: Logotipo da novela

| N.º | Título                                          | Música                | Duração |  |
| 1.  | "You Gotta Be"                                  | Des'Ree               | 04:05   |  |
| 2.  | "Run Baby Run" (tema de Sheila)                 | Sheryl Crow           | 04:50   |  |
| 3.  | "Fallin' In Love"                               | La Bouche             | 03:55   |  |
| 4.  | "Chains"                                        | Tina Arena            | 04:20   |  |
| 5.  | "Ready To Go Home"                              | 10 CC                 | 04:37   |  |
| 6.  | "The First Cut Is The Deepest"                  | Haddaway              | 04:17   |  |
| 7.  | "It's Too Late" (tema de Helena)                | Gloria Estefan        | 03:57   |  |
| 8.  | "I Started a Joke" (tema de Carlos)             | Faith No More         | 03:00   |  |
| 9.  | "Can't Stop Loving You" (tema de Bruno)         | Van Halen             | 04:04   |  |
| 10. | "Dream A Little Dream"                          | The Beautiful South   | 03:31   |  |
| 11. | "Hold My Hand" (tema de Paula)                  | Hootie & The Blowfish | 04:13   |  |
| 12. | "Follow You" (tema geral)                       | Sect                  | 04:27   |  |
| 13. | "Paris Lutece Paname" (tema de Daniel e Bianca) | Malcon McLaren        | 05:11   |  |
| 14. | "The Place I Belong" (tema de Xavier)           | Martin Axell          | 03:07   |  |

## Prêmios e indicações
Prêmio Contigo! (1996)
- Melhor atriz coadjuvante - Eva Wilma
- Trilha sonora - André Sperling

Melhores do Ano (1996)
- Melhor ator - José Mayer
- Ator revelação - Cláudio Lins

Troféu Imprensa (1996)
- Melhor novela (indicada)
- Melhor atriz - Regina Duarte (indicada)